# Scritto nelle stelle
Scritto nelle stelle è il quinto album in studio del rapper italiano Ghemon, pubblicato il 24 aprile 2020 dalla Carosello Records.

## Descrizione
Originariamente annunciato nel 2012 insieme al terzo album Qualcosa è cambiato - Qualcosa cambierà Vol. 2 con il titolo provvisorio 404/Scritto nelle stelle, il disco continua l'espansione musicale iniziata con il precedente lavoro Mezzanotte e con il singolo stand-alone Rose viola (con il quale Ghemon ha partecipato al Festival di Sanremo 2019) verso il contemporary R&B, il soul ed il pop, rimanendo comunque ancorato alle radici hip hop del rapper.
Nell'album sono presenti anche influenze funk (Due settimane, Buona stella), disco (In un certo qual modo) ed elementi soul uniti alla canzone d'autore (Un'anima).

## Tracce

### Edizione standard
1. Questioni di principio – 3:54
2. In un certo qual modo – 3:35
3. Champagne – 3:07
4. Due settimane – 3:08
5. Cosa resta di noi – 3:35
6. Inguaribile e romantico – 3:17
7. Buona stella – 4:09
8. Io e te – 2:23
9. Un vero miracolo – 1:27
10. Un'anima – 3:18
11. K.O. – 3:31

### Riedizione
1. Inguaribile e romantico (feat. Malika Ayane) – 3:16
2. Questioni di principio – 3:54
3. In un certo qual modo – 3:35
4. Champagne – 3:07
5. Due settimane – 3:08
6. Cosa resta di noi – 3:35
7. Inguaribile e romantico – 3:17
8. Buona stella – 4:09
9. Io e te – 2:23
10. Un vero miracolo – 1:27
11. Un'anima – 3:18
12. K.O. – 3:31

## Classifiche
| Classifica (2020) | Posizione massima |
| ----------------- | ----------------- |
| Italia            | 2                 |